# Morti nel 1104
| Questa pagina contiene informazioni ricavate automaticamente dalle voci biografiche con l'ausilio del template Bio e di un bot. L'aggiornamento è periodico e automatico e ricostruisce completamente la pagina. Se manca una persona in questa lista, sei pregato di non aggiungerla, ma accertati piuttosto che la sua voce biografica contenga il template Bio e che i dati anagrafici siano correttamente compilati. Se il template Bio manca, inseriscilo tu stesso o, in alternativa, metti l'avviso {{tmp\|Bio}} che ne segnala la mancanza. Se i dati riportati sono sbagliati, correggi direttamente la voce biografica; le modifiche saranno visibili in questa lista entro pochi giorni. Per chiarimenti vedi il progetto biografie. La lista contiene solo le 10 persone che sono citate nell'enciclopedia e per le quali è stato implementato correttamente il template Bio. Pagina aggiornata al 18 mag 2025. |

- 2 marzo - Bernardo I di Scheyern, nobile tedesco
- 8 giugno - Duqaq I, re
- 9 settembre - Hildegarda di Borgogna, nobile francese (n. 1056)
- 28 settembre - Pietro I d'Aragona, re
- 26 ottobre - Giovanni I di Kraichgau, vescovo cattolico tedesco
- Badis ibn Mansur, principe berbero
- Guglielmo d'Este, vescovo cattolico italiano
- Danishmend Ghazi, condottiero
- Mansur ibn Nasir, principe berbero
- Serafino di Strigonio, arcivescovo cattolico ungherese